# Президентская кампания Владимира Путина (2024)
Президентская кампания Владимира Владимировича Путина на выборах 2024 года началась 8 декабря 2023 года, когда действующий президент Российской Федерации объявил о своём решении баллотироваться на пятый президентский срок во время церемонии вручения государственных наград российским военным, воевавшим на Украине.

## Предпосылки
В России с момента прихода к власти Владимира Путина в 1999 году международными наблюдателями отмечен переход к авторитарной политической системе. В её рамках наблюдается предсказуемость результатов выборов, а переизбрание самого Путина также становится ожидаемым явлением. Конкуренты политика, выступающие на политической арене России, могут быть изгнаны из страны или подвергнуты тюремному заключению. Кроме того, многие независимые СМИ ограничены в своей деятельности или запрещены.
Изначально до принятия поправок к Конституции России в 2020 году Владимир Путин не мог баллотироваться на пост президента в 2024 году из-за действовавшего ограничения на срок полномочий, по которому нельзя было занимать должность более двух сроков подряд. Конституционная реформа установила в целом жёсткое ограничение в два срока, вне зависимости от того, были ли эти сроки подряд или с перерывом. Однако сроки, отработанные до внесения изменений в Конституцию, не учитываются, что даёт Владимиру Путину право баллотироваться на должность президента ещё по два раза, начиная с 2024 года.

## Выдвижение и доверенные лица
Первоначально предполагалось, что Путин сможет выдвинуть свою кандидатуру на международной выставке-форуме «Россия», открывшейся 4 ноября 2023 года, в День народного единства; однако во время посещения выставки Путин о своей кандидатуре на предстоящих президентских выборах так и не объявил.
8 декабря 2023 года в Кремле состоялась церемония вручения государственных наград воевавшим на Украине российским военным ко Дню Героев Отечества. После завершения церемонии председатель Народного Совета Донецкой Народной Республики Артём Жога выразил интерес относительно этой новости и задал вопрос о выдвижении. Путин ответил, что, несмотря на некоторые сомнения, он принял решение выдвигаться на новый президентский срок.
9 декабря состоялось заседание Общероссийского народного фронта по вопросу выдвижения Владимира Путина кандидатом в президенты. В ходе встречи была сформирована инициативная группа, заседание которой было запланировано на 16 декабря 2023 года в парке «Зарядье» в Москве. Собрание инициативной группы было необходимым условием для участия Владимира Путина в президентской кампании в статусе самовыдвиженца. 11 декабря ЦИК получил соответствующее уведомление от инициативной группы.
16 декабря на заседании инициативной группы состоялось официальное выдвижение Владимира Путина кандидатом в президенты России; поскольку Путин баллотируется как независимый кандидат, это означает, что для включения в избирательный бюллетень ему необходимо собрать не менее 300 тысяч подписей граждан России в свою поддержку. В состав инициативной группы Путина вошли такие люди, как Артём Жога, первый вице-спикер Совета Федерации и секретарь генсовета «Единой России» Андрей Турчак, глава исполкома Народного фронта Михаил Кузнецов, глава РСПП Александр Шохин, президент Курчатовского института Михаил Ковальчук, бывший руководитель штаба «Справедливой России» Валерий Гартунг, певица Полина Гагарина.
Выдвижение Путина в президенты было также поддержано на съездах партий «Единая Россия» и «Справедливая Россия — За правду», состоявшихся 17 и 23 декабря соответственно. Кроме того, руководство ряда политических партий также приняло решение одобрить кандидатуру Путина, не проводя съездов. В частности, такое решение было принято президиумом центрального совета Российской партии пенсионеров.

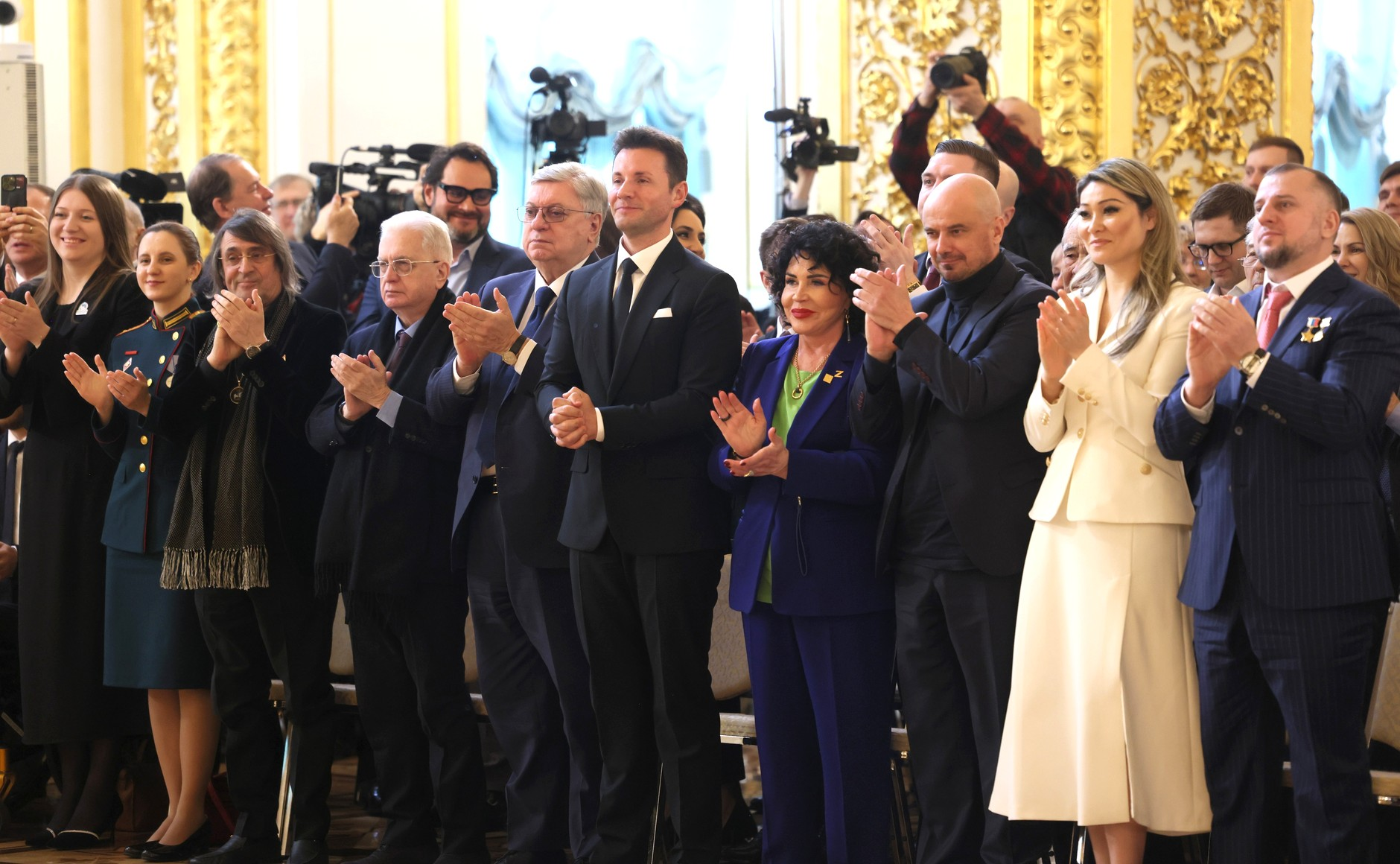
Встреча Владимира Путина с доверенными лицами после выборов 20 марта 2024 года

21 декабря 2023 года в московском Старом Гостином дворе открылся федеральный предвыборный штаб Владимира Путина, во главе с тремя сопредседателями — спикером Народного Совета ДНР Артёмом Жогой, актёром Владимиром Машковым и медиком Марьяной Лысенко. В то же время, согласно сообщениям СМИ, опубликованным до выдвижения Путина, кампанию возглавляет начальник Управления Президента России по внутренней политике Андрей Ярин. Одновременно с федеральным штабом по всей стране стали открываться региональные штабы, во многих регионах на должности сопредседателей назначены общественные деятели и активисты.
28 декабря ЦИК РФ сообщил, что в список доверенных лиц Владимира Путина войдут 346 человек. Среди них: дирижёр Юрий Башмет; актёр Сергей Безруков; тренер Ирина Винер; певица Лариса Долина; певцы Ярослав Дронов и Николай Расторгуев; режиссёры Карен Шахназаров и Никита Михалков; доктор Леонид Рошаль. Представители избирательного штаба Владимира Путина — главный врач московской больницы № 52 Марьяна Лысенко и худрук Театра Олега Табакова Владимир Машков, также стали его доверенными лицами.
29 января 2024 года ЦИК зарегистрировал второй список доверенных лиц Владимира Путина, в который вошли 198 человек. Среди них актер Сергей Гармаш, телеведущий Дмитрий Губерниев, певицы Юлия Чичерина и Надежда Бабкина. После чего общее количество зарегистрированных доверенных лиц Владимира Путина достигло 544 человек.
- Абдразаков, Ильдар Амирович
- Абдрахманов, Данияр Мавлиярович
- Аблец, Юлия Сергеевна
- Агранович, Екатерина Александровна
- Азаров, Виталий Михайлович
- Аксёнов, Иван Владимирович
- Акулова, Светлана Владимировна
- Алаудинов, Апты Аронович
- Алекно, Владимир Романович
- Александров, Анатолий Александрович[27][28]
- Алфёров, Лев Александрович
- Амелин, Александр Николаевич
- Ананичев, Михаил Афанасьевич
- Анисимова, Ольга Сергеевна
- Аносов, Виктор Юрьевич
- Антонец, Владимир Александрович
- Антонов, Михаил Александрович
- Анцев, Георгий Владимирович
- Арбузов, Максим Николаевич
- Аристов, Андрей Сергеевич
- Артёменков, Михаил Николаевич
- Артюхов, Олег Иванович
- Астапов, Михаил Борисович
- Ахмедова, Марина Магомеднебиевна
- Ашманов, Игорь Станиславович
- Бабич, Рушанна Юрьевна
- Бабкина, Надежда Георгиевна
- Багдасарян, Вардан Эрнестович
- Баголей, Игорь Михайлович
- Байсиев, Темиржан Мухаметович
- Баранец, Виктор Николаевич
- Баранова, Анна Николаевна
- Барановская, Юлия Геннадьевна
- Барсукова, Маргарита Владимировна
- Баталин, Александр Сергеевич
- Батчаева, Мадина Мухаммедовна
- Бахилина, Марина Константиновна
- Бачурин, Илья Викторович
- Башмет, Юрий Абрамович[27][28]
- Безруков, Сергей Витальевич
- Белгородский, Валерий Савельевич
- Белехова, Юлия Александровна
- Беляев, Валерий Анатольевич
- Бетин, Андрей Анатольевич
- Бзаров, Руслан Сулейманович
- Бирюков, Виктор Степанович
- Блажеев, Виктор Владимирович
- Бликов, Антон Олегович
- Бобчик, Ирина Анатольевна
- Богалий, Анна Ивановна
- Богатырёв, Евгений Анатольевич[27]
- Богданова, Елена Викторовна
- Бокерия, Леонид Антонович[27][28]
- Болдырев, Юрий Евгеньевич
- Боровиков, Юрий Сергеевич
- Борцова, Анастасия Александровна
- Бочаров, Вячеслав Алексеевич[28]
- Броневич, Валентина Тадеевна
- Брусникина, Ольга Александровна
- Буравова, Светлана Васильевна
- Бутман, Игорь Михайлович[27][28]
- Ваганов, Николай Николаевич
- Важенина, Ирина Юрьевна
- Вакарик, Алёна Вячеславовна
- Ванюшкин, Александр Викторович
- Васильев, Дмитрий Владимирович[28]
- Васильева, Елена Алексеевна
- Васильева, Надежда Юрьевна
- Великанова, Ирина Яковлевна[28]
- Великая, Софья Александровна
- Винер, Ирина Александровна[27][28]
- Власов, Роман Андреевич
- Водопьянов, Андрей Валентинович
- Волкогон, Владимир Алексеевич
- Волобуев, Василий Тихонович[28]
- Володин, Валерий Иванович[28]
- Ворокова, Галимет Аскарбиевна
- Воронин, Анатолий Викторович[28]
- Вылегжанин, Максим Михайлович
- Вышинский, Кирилл Валериевич
- Вяльбе, Елена Валерьевна
- Габбасов, Рамиль Габдрауфович
- Габитов, Александр Фирович
- Гагарина, Полина Сергеевна[28]
- Гаджиева, Альбина Омаровна
- Газдиев, Марат Салихович
- Газзаев, Валерий Георгиевич[27]
- Газманов, Олег Михайлович
- Галушка, Александр Сергеевич
- Гальцева, Виктория Евгеньевна[28]
- Галяев, Сергей Григорьевич
- Ганапольский, Алинберг Михайлович
- Гармаш, Сергей Леонидович
- Гатауллин, Рустам Мухтарович
- Генералова, Галина Евгеньевна
- Герелло, Василий Георгиевич
- Гилева, Анастасия Григорьевна[28]
- Гималтдинова, Алина Фаридовна
- Гнатюк, Кристина Юрьевна
- Гоголева, Надежда Витальевна
- Голенков, Вячеслав Александрович
- Голиков, Михаил Сергеевич
- Головин, Владислав Николаевич
- Голубев, Сергей Александрович
- Гончарова, Елена Александровна
- Горбачёв, Ростислав Сергеевич
- Готье, Сергей Владимирович[27][28]
- Греков, Вадим Юрьевич
- Гречко, Андрей Вячеславович
- Гриднева, Галина Борисовна
- Гришин, Вячеслав Леонидович[27][28]
- Гришко, Юрий Александрович
- Грушевская, Наталья Викторовна
- Губерниев, Дмитрий Викторович[28]
- Гумеров, Айнур Мансурович
- Гурцкая, Диана Гудаевна[28]
- Гусев, Павел Николаевич[27][28]
- Гусева, Ирина Михайловна
- Гусева, Екатерина Константиновна
- Гусов, Замир Залимханович
- Густов, Сергей Вадимович[27][28]
- Гуськов, Алексей Геннадьевич[27][28]
- Давитьян, Константин Александрович
- Давлетьяров, Ренат Фаварисович[28]
- Дайнес, Евгений Анатольевич
- Дайхес, Николай Аркадьевич
- Даллакян, Карен Вачаганович
- Данилов, Константин Иванович
- Данилова, Оксана Вячеславовна
- Дедов, Иван Иванович
- Демидов, Алексей Вячеславович
- Демичева, Ольга Юрьевна
- Демьяненко, Сергей Иванович
- Деревцов, Виктор Владимирович
- Джетыгенов, Максим Михайлович
- Дзалаев, Олег Фёдорович
- Дмитриев, Олег Викторович
- Дмитриев, Сергей Михайлович
- Долина, Лариса Александровна[28]
- Домашевская, Юлия Валентиновна
- Донгак, Мерген Очур-оолович
- Доронин, Николай Сергеевич
- Драпкина, Оксана Михайловна
- Древаль, Максим Алексеевич
- Дронов, Ярослав Юрьевич
- Дужников, Станислав Михайлович[28]
- Евсеева, Елена Васильевна
- Егоров, Алексей Алексеевич[28]
- Егоров, Константин Борисович
- Егоров, Руслан Александрович
- Екимов, Олег Павлович
- Емельянов, Сергей Геннадьевич
- Ераховец, Юрий Николаевич
- Ерёменко, Анна Игоревна
- Ермаков, Алексей Фёдорович[28]
- Ермакова, Ирина Сергеевна
- Есин, Иван Владимирович
- Есипов, Александр Владимирович
- Жанаева, Лариса Дамбаевна
- Забелина, Наталья Аветиковна
- Зайцева, Ольга Алексеевна
- Запашный, Аскольд Вальтерович[27]
- Запашный, Эдгард Вальтерович[27]
- Зарипов, Данис Зиннурович
- Захарова, Светлана Юрьевна[28]
- Зацепурина, Анастасия Владимировна
- Звыкова, Кристина Евгеньевна
- Звягинцев, Александр Григорьевич
- Зелёный, Назарий Михайлович
- Земцов, Дмитрий Игоревич
- Зенков, Евгений Геннадьевич
- Зимова, Юлия Константиновна
- Злобина, Анна Николаевна
- Золотухин, Роман Владимирович
- Зубова, Ольга Александровна
- Иванкин, Илья Игоревич
- Иванчин, Артем Владимирович
- Иванов, Николай Фёдорович
- Ильина, Елена Геннадьевна
- Ильясов, Марат Мударисович
- Ирлица, Леонид Александрович
- Кабайло, Сергей Эдуардович
- Каберова, Надежда Николаевна
- Каблов, Евгений Николаевич
- Кадыров, Хамид Абдулхамидович
- Казак, Максим Анатольевич
- Казаков, Рустем Абдуллаевич
- Казаков, Сергей Владимирович
- Казанбиев, Алибег Расулович
- Калашникова, Светлана Васильевна
- Калинин, Александр Сергеевич
- Кандыбович, Сергей Львович
- Канзычаков, Геннадий Степанович
- Канукова, Залина Владимировна
- Капалкина, Юлия Александровна
- Капанина, Светлана Владимировна
- Капитонов, Иван Владимирович
- Карасёв, Роман Евгеньевич
- Карасёва, Татьяна Александровна
- Карасёва, Ольга Александровна
- Карзанов, Владимир Петрович
- Картоев, Ибрагим Мовлиевич
- Карякин, Сергей Александрович[28]
- Катырин, Сергей Николаевич[28]
- Каштанов, Олег Александрович
- Ким, Андрей Александрович
- Ким, Марина Евгеньевна
- Ким, Павел Леонидович
- Киосев, Никита Владимирович
- Клейн, Николай Владимирович
- Клосс, Денис Аркадьевич
- Ключко, Андрей Васильевич
- Князев, Евгений Владимирович
- Ковальчук, Андрей Николаевич[27]
- Ковальчук, Михаил Валентинович
- Ковтун, Владимир Павлович
- Когогин, Сергей Анатольевич
- Козеев, Евгений Викторович
- Кознов, Александр Сергеевич
- Кожевников, Александр Викторович
- Колесникова, Евгения Михайловна
- Колесниченко, Александр Борисович
- Колотовкина, Екатерина Игоревна
- Колчин, Дмитрий Владимирович
- Колыванова, Наталия Витальевна
- Колычева, Анна Сергеевна
- Комиссаров, Алексей Геннадиевич
- Коновалов, Виталий Михайлович
- Конюхов, Фёдор Филиппович
- Кормухина, Ольга Борисовна
- Корнилова, Людмила Ивановна
- Корчевников, Борис Вячеславович
- Косарева, Любовь Александровна
- Костенко, Николай Владимирович
- Костоев, Исса Магометович
- Костровец, Лариса Борисовна
- Костылев, Алексей Владеленович
- Костюк, Мария Фёдоровна
- Костюков, Валентин Ефимович
- Кошель, Алексей Сергеевич
- Кравченко, Дмитрий Витальевич
- Краев, Алексей Александрович
- Крапивина, Лариса Александровна
- Краузе, Елена Владимировна
- Крикалёв, Сергей Константинович[27][28]
- Крок, Кирилл Игоревич
- Кропачев, Николай Михайлович
- Круглова, Екатерина Геннадьевна
- Кудрявцева, Анна Викторовна
- Кузнецов, Михаил Михайлович
- Кузьменко, Станислав Владимирович
- Кузьмина, Елена Юрьевна
- Кузюков, Александр Анатольевич
- Курина, Наталия Николаевна
- Куроедов, Олег Александрович
- Кухарев, Олег Николаевич
- Кучин, Роман Викторович
- Лагейский, Иван Александрович
- Лапшина, Галина Анисимовна
- Ларионов, Владимир Юрьевич
- Лебедев, Дмитрий Алексеевич
- Левин, Борис Романович
- Левицкий, Геннадий Семёнович
- Левченко, Сергей Викторович
- Леонов, Александр Георгиевич
- Лизунов, Александр Павлович
- Литвиненко, Алина Рифатовна
- Литвиненко, Владимир Стефанович
- Лобастов, Владимир Евгеньевич
- Лозко, Елена Петровна
- Лукаш, Михаил Александрович
- Луконин, Александр Владимирович
- Лундстрем, Пётр Леонидович
- Лутовинов, Дмитрий Владимирович
- Лухман, Ксения Юрьевна
- Лучников, Владимир Владимирович
- Лысенко, Марьяна Анатольевна
- Лысюк, Сергей Иванович
- Любровских, Владимир Анатольевич
- Лютый, Валерий Алексеевич
- Лянге, Маргарита Арвитовна
- Магомедов, Джамбулат Мусаевич
- Магсумов, Ренат Зуфарович
- Мазаева, Сапижат Исаевна
- Майоров, Александр Иванович
- Майоров, Николай Петрович
- Майсурадзе, Майя Отариевна
- Макаров, Сергей Афанасьевич
- Максак, Анатолий Петрович
- Маленко, Владислав Валерьевич
- Малыхин, Виталий Викторович
- Малышев, Владимир Сергеевич
- Малышева, Елена Петровна
- Мамаев, Михаил Алексеевич
- Манучаров, Вячеслав Рафаэлевич[28]
- Манюк, Екатерина Сергеевна
- Марилов, Хонгор Анатольевич
- Маркаров, Александр Ашотович
- Маркелов, Виктор Васильевич
- Мартазанов, Тимур Яхьяевич
- Мартыненко, Оксана Олеговна
- Марфин, Юрий Сергеевич
- Марченков, Никита Владимирович
- Маскаева, Ольга Петровна
- Масленникова, Маргарита Юрьевна
- Маслин, Олег Витальевич
- Масляков, Александр Васильевич[28]
- Масягина, Наталья Васильевна
- Матвиенко, Игорь Игоревич[27]
- Мачехин, Сергей Владимирович
- Машбашев, Исхак Шумафович
- Машков, Владимир Львович[28]
- Машкова, Марина Геннадьевна
- Машковская, Татьяна Олеговна
- Мгоян, Зарифа Пашаевна
- Мельник, Лариса Вадимовна
- Меребашвили, Тамара Александровна
- Мерзликин, Андрей Ильич
- Мигунова, Марина Анатольевна
- Миллер, Алексей Борисович
- Милованов, Леонид Петрович
- Мирошниченко, Мария Николаевна
- Михайлов, Александр Яковлевич
- Михайлов, Станислав Владимирович
- Михалков, Андрей Сергеевич
- Михалков, Никита Сергеевич
- Михеев, Сергей Александрович
- Москвитина, Наталья Игоревна
- Монгуш, Саян Оюн-Оолович
- Мохначук, Иван Иванович
- Мусагалиев, Азамат Тахирович[28]
- Мусенко, Павел Александрович
- Мутушев, Абдурахим Абдул-Межитович
- Мягков, Михаил Юрьевич
- Навка, Татьяна Александровна[27][28]
- Нагорный, Никита Владимирович
- Назарова, Юлиа Давидовна
- Нарочницкая, Наталия Алексеевна
- Наумова, Инна Александровна
- Нахушев, Черим Хачимович
- Немцева, Светлана Алексеевна
- Непомнящий, Виктор Владимирович
- Нимченко, Юрий Петрович
- Облецова, Ольга Григорьевна
- Обносов, Борис Викторович[28]
- Оводков, Александр Фёдорович
- Окорокова, Галина Павловна
- Олешко, Александр Владимирович
- Олюнин, Николай Игоревич
- Орехова, Карина Аскарбиевна
- Орлов, Вадим Иванович
- Орлова, Инна Александровна
- Орлова, Светлана Сергеевна
- Охлобыстин, Иван Иванович
- Павленко, Сергей Витальевич
- Павлова, Елена Владимировна
- Павлюченкова, Анастасия Юрьевна
- Пак, Олег Игоревич
- Парамонов, Дмитрий Андреевич
- Пекуровский, Дмитрий Александрович
- Перминова, Елена Владимировна
- Першин, Сергей Васильевич
- Пестунов, Денис Юрьевич
- Петрова, Елена Алексеевна[27][28]
- Петрушин, Максим Александрович
- Пиотровский, Михаил Борисович[27][28]
- Писаревский, Глеб Олегович
- Плешков, Владимир Вячеславович
- Плугин, Юрий Константинович
- Плющенко, Евгений Викторович
- Поветкин, Александр Владимирович[28]
- Погосян, Михаил Асланович
- Поддубный, Алексей Викторович
- Поддубный, Евгений Евгеньевич[28]
- Позднякова, София Станиславовна
- Покровская, Татьяна Николаевна
- Полещук, Александр Фёдорович
- Полунин, Сергей Владимирович
- Поляков, Виктор Анатольевич
- Поляков, Леонид Владимирович
- Пономаренко, Вера Ивановна
- Попов, Александр Владимирович
- Попов, Андрей Владимирович
- Пореченков, Михаил Евгеньевич
- Присецкая, Наталья Игоревна
- Приятелев, Вячеслав Викторович
- Просеков, Александр Юрьевич[28]
- Проскурин, Дмитрий Константинович
- Проценко, Денис Николаевич
- Пугач, Валентин Николаевич
- Пуляев, Михаил Сергеевич
- Пупков, Павел Витальевич
- Пушкарева, Дарья Вячеславовна
- Разум, Роман Владимирович
- Разумеева, Елена Валентиновна
- Рамазанов, Иса Габибуллахович
- Рассадин, Николай Михайлович
- Расторгуев, Николай Вячеславович
- Рахлин, Михаил Анатольевич
- Резепкин, Олег Юрьевич
- Репик, Алексей Евгеньевич
- Рогов, Владимир Валериевич
- Родионова, Елена Геннадьевна
- Рожкова, Надежда Петровна
- Ройтблат, Ольга Владимировна
- Ромашина, Светлана Алексеевна
- Ротенберг, Роман Борисович
- Рошаль, Леонид Михайлович
- Рублевская, Светлана Андреевна
- Руденко, Александр Сергеевич
- Руденко, Андрей Владимирович
- Рыбаков, Денис Валериевич
- Рыжак, Николай Иванович
- Рылов, Евгений Михайлович
- Рябова, Анастасия Игоревна
- Савинкина, Маргарита Юрьевна
- Садовничий, Виктор Антонович
- Самотолкина, Ирина Анатольевна
- Самохин, Сергей Сергеевич
- Санжиев, Замбал Владимирович
- Сапрыгин, Юрий Сергеевич
- Свидовсков, Леонард Вячеславович
- Святославский, Ярослав Александрович
- Сдобнов, Максим Николаевич
- Седнева, Марина Николаевна
- Седунов, Александр Всеволодович
- Сердюкова, Ольга Владимировна
- Сериков, Антон Владимирович
- Сигарева, Екатерина Андреевна
- Силаева, Мария Олеговна
- Силачёва, Алёна Чунсиковна
- Симанова, Ольга Владимировна
- Симановский, Андрей Моисеевич
- Симонов, Юрий Павлович
- Симоньян, Маргарита Симоновна[28]
- Симонян, Михаил Ашотович
- Сираев, Тимур Альбертович
- Сирота, Олег Александрович
- Ситнов, Александр Викторович
- Скляр, Александр Феликсович
- Скорнякова, Елена Эдуардовна
- Скрипкин, Сергей Анатольевич
- Славин, Алексей Абрамович
- Смирнов, Виктор Григорьевич
- Смирнова, Светлана Константиновна[28]
- Смолева, Диана Викторовна
- Соколов, Максим Юрьевич
- Соловьёв, Владимир Геннадиевич
- Солтагереев, Хусайн Гиланович
- Сомов, Денис Сергеевич
- Сорока, Анна Борисовна
- Сохроков, Хаути Хазритович
- Стеклов, Владимир Александрович
- Сторожук, Яна Валентиновна
- Стрельцов, Анатолий Андреевич
- Стриханов, Михаил Николаевич
- Струков, Александр Дмитриевич
- Субботин, Андрей Юрьевич
- Сураев, Максим Викторович
- Сухоруков, Виктор Иванович
- Тагинцев, Николай Фёдорович
- Тараненко, Владимир Андреевич
- Таруц, Наталья Степановна
- Таскаева, Любовь Викторовна
- Татина, Аруна Васильевна
- Тетюхин, Сергей Юрьевич
- Тимербулатов, Виль Мамилович
- Тимохин, Алексей Юрьевич
- Тиранов, Алексей Геннадьевич
- Тихомирова, Елена Сергеевна
- Тихончук, Павел Викторович
- Тойвонен, Николай Рудольфович
- Токарев, Сергей Александрович
- Торкунов, Анатолий Васильевич[27][28]
- Травников, Герман Алексеевич
- Тулуш, Владимир Хуракович
- Туманов, Андрей Владимирович
- Тупчаненко, Виктория Сергеевна
- Турецкий, Михаил Борисович
- Тутурин, Дмитрий Леонидович
- Тюкалова, Светлана Викторовна
- Угольников, Игорь Станиславович
- Унгурян, Владимир Михайлович
- Фадеев, Максим Александрович
- Фазылов, Ринат Рафаэлевич
- Фатхутдинов, Салават Закиевич
- Федулов, Александр Сергеевич
- Фёдоров, Александр Александрович
- Федотова, Ирина Павловна
- Филимонов, Юрий Ильич
- Филина, Олеся Николаевна
- Филиппов, Александр Владимирович
- Филиппова, Марина Сергеевна
- Фриев, Казбек Николаевич
- Хеорхе, Иван Иванович
- Хохлунов, Николай Петрович
- Цискаридзе, Николай Максимович
- Цыбулевская, Лариса Владимировна
- Цыганкова, Ирина Николаевна
- Чагин, Алексей Михайлович
- Чайвын, Вадим Викторович
- Чаплыгина, Алёна Викторовна
- Черемисинова, Валерия Олеговна
- Черешнева, Маргарита Викторовна
- Черненко, Елена Васильевна
- Черногаев, Сергей Иванович
- Чирков, Ярослав Анатольевич
- Чиркова, Ольга Юрьевна
- Чичерина. Юлия Дмитриевна
- Чубарьян, Александр Оганович
- Чуйков, Сергей Сергеевич
- Чуприкова, Татьяна Васильевна
- Шадрина, Наталья Владимировна
- Шадышков, Андрей Александрович
- Шаймиев, Минтимер Шарипович
- Шарапова, Арина Аяновна
- Шарлай, Артем Владимирович
- Шаройкина, Елена Акинфовна
- Шарыпова, Татьяна Леонидовна
- Шахназаров, Карен Георгиевич[28]
- Шахныкова, Татьяна Ульяновна
- Шачнев, Сергей Александрович
- Шевченко, Анастасия Сергеевна
- Шибанова, Ирина Александровна
- Шигина, Олеся Николаевна
- Шишкин, Дмитрий Олегович
- Шкаплеров, Антон Николаевич
- Школьник, Александр Яковлевич
- Шлеменко, Александр Павлович
- Шляхто, Евгений Владимирович
- Шмаков, Михаил Викторович[28]
- Шмонин, Иван Николаевич
- Шохин, Александр Николаевич
- Шувалов, Евгений Николаевич
- Шунков, Александр Викторович
- Щедрин, Максим Владимирович
- Щербина, Эдуард Алексеевич
- Эрк, Алексей Алоисович
- Юдина, Зоя Алексеевна
- Юрчихин, Фёдор Николаевич
- Якимов, Денис Александрович
- Яковенко, Ирина Вячеславовна
- Янушевич, Олег Олегович
- Ярыгин, Владимир Александрович

## Сбор подписей

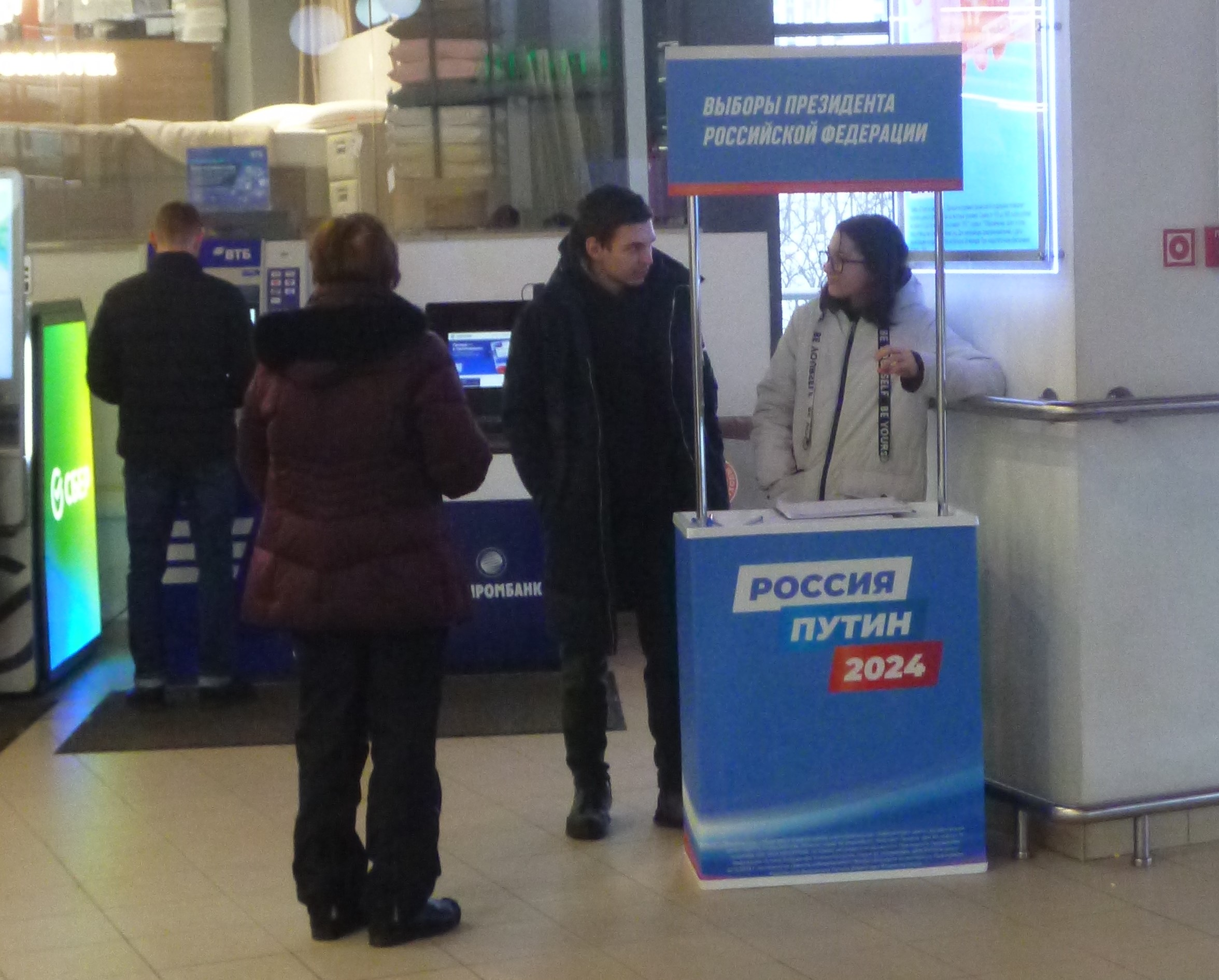
Сбор подписей за выдвижение Владимира Путина. Екатеринбург, 5 января 2024 года

Владимир Путин баллотируется на пятый президентский срок как независимый кандидат, поэтому, для регистрации кандидата необходимо собрать и подать в ЦИК не менее 300 тысяч подписей граждан России в свою поддержку.
30 декабря пресс-служба штаба Владимира Путина сообщила, что по всей стране было собрано более 500 тысяч подписей в поддержку Путина. Таким образом, Путину удалось за одну неделю собрать необходимое количество подписей для включения в избирательный бюллетень. Несмотря на столь короткий срок и огромное заявленное число подписей, у пунктов сбора подписей не было замечено очередей желающих подписаться. При этом большинство пунктов сбора в торговых центрах было убрано вскоре после установки, что дополнительно уменьшило срок их работы по сбору. По сообщению предвыборного штаба, 6 января были получены заполненные подписные листы из 25 регионов. 8 января количество подписей в поддержку самовыдвижения действующего президента превысило 1,3 млн. 9 января начали свою работу единый колл-центр и общественная приёмная в Москве избирательного штаба Владимира Путина. 22 января 2024 года избирательный штаб Владимира Путина представил в ЦИК 315 тысяч подписей в его поддержку. Центральная избирательная комиссия завершила проверку подписных листов в поддержку президента России Владимира Путина как кандидата на предстоящих выборах главы государства, выявив лишь единичные недостатки в нескольких десятков случаев.
29 января Центризбирком зарегистрировал Владимира Путина  в качестве кандидата на президентских выборах 2024 года.
По информации телеграм-канала «Говорит НеМосква», 22 января в ЦИК поступило заявление от объединения «Комитет-2024» с требованием снять Владимира Путина с предвыборной гонки. Его подписали 26 человек, в том числе удмуртский активист Сергей Антонов, юрист Владимир Шведа и бывший московский мундеп Денис Шендерович. Авторы заявления утверждают, что в процессе сбора подписей были допущены множественные нарушения закона. По данным «Комитета-2024», за последние три недели в ЦИК было подано больше 200 жалоб на нарушения как минимум в 67 регионах страны. По утверждению заявителей, сбор подписей за Путина проходил при активном участии органов госвласти и местного самоуправления, к нему привлекали бюджетников и членов избирательных комиссий. Зафиксированы незаконная агитация и массовый сбор подписей на рабочих местах. По мнению заявителей, это позволяет сделать вывод о том, что подписи по меньшей мере 60 тысяч россиян собраны незаконно, что превышает 5% от общего количества подписей, которые штаб Путина сдал в ЦИК.

## Ход кампании
10 января 2024 года Владимир Путин начал поездки по регионам России, посетив Чукотский автономный округ. В течение одного дня Путин побывал в тепличных комплексах Анадыря, пообщался с жителями города и встретился с губернатором Чукотки Владиславом Кузнецовым. После этого Путин прибыл в Хабаровск, где провёл встречу с губернатором Хабаровского края Михаилом Дегтярёвым и пообщался с местными предпринимателями. По оценке The Moscow Times, Путин использует свои президентские рабочие поездки для неофициального ведения избирательной кампании, чем нарушает избирательное законодательство.
20 января один из выборных штабов Путина посетила делегация от организации солдатских жён «Путь домой». Одна из жён мобилизованных на войну с Украиной россиян потребовала вернуть мужа домой.
29 января пресс-секретарь Владимира Путина Дмитрий Песков сообщил, что действующий президент не будет участвовать в предвыборных дебатах. Позже он заявил, что предвыборная кампания Владимира Путина будет мало чем отличаться от его обычного рабочего графика, который наполнен поездками в регионы и посещениями крупных мероприятий. 
30 января ЦИК опубликовал сведения о доходах Владимира Путина, поданные им в качестве кандидата на пост президента. Согласно документам, его доходы за предыдущие шесть лет составили 67,572 млн рублей. Также в собственности Владимира Путина: квартира на 77 кв. м, гараж на 18 кв. м; автомобили: ГАЗ М21 1960 года, ГАЗ М21 1965 года, «Нива» 2009 года и прицеп «Скиф» 1987 года. 

## Программа
29 февраля Владимир Путин выступил с посланием к Федеральному собранию, тезисы и обещания из которого являются основой предвыборной кампании действующего президента РФ. Реализация большинства из объявленных им мер рассчитана до следующих выборов главы государства в 2030 году. В частности, Путин проанонсировал увеличение МРОТ до 35 тысяч рублей, рост налоговых вычетов, продление программ материнского капитала и семейной ипотеки. Заявил о запуске пяти национальных проектов: «Семья», «Продолжительная и активная жизнь», «Молодежь России», «Кадры», «Экономика данных». Также он предложил списать регионам две трети задолженности по кредитным бюджетам, вместе с этим президент РФ поручил кабинету министров проработать амнистию компаний, использовавших механизм дробления бизнеса для уклонения от налогов. Путин анонсировал продолжение модернизации системы ЖКХ, расширение газификации страны, в том числе за счет прокладки сетей до участков СНТ, и обновление транспортной инфраструктуры: строительство 75 аэропортов, прокладка ряда ВСМ и трассы Джугба—Сочи. Также он предложил сделать возможной пересдачу ЕГЭ по одному из предметов до окончания приемной кампании, и заявил о формировании новой элиты России из участников боевых действий на Украине через программу «Время героев».
По мнению Bloomberg, реализация предвыборных обещаний Владимира Путина обойдется в 130 млрд долларов. Эти расходы, по оценкам экспертов издания, не станут неподъёмными для государства, но в том случае, если экономическая ситуация будет хуже, чем предполагают власти РФ, потребуется поиск дополнительных источников финансирования.

## Оценки кампании
Пётр Зауэр из The Guardian отмечает, что авторитарные руководители обычно осуществляют свои политические функции с учётом поддержки со стороны элитных групп, а проведение выборов служит механизмом для продемонстрирования социальной поддержки для Путина в лице окружающих, несмотря на произошедший в июне 2023 года мятеж Пригожина. Вследствие этого Путин заявил о своём выдвижении на публичном чествовании воевавших на Украине военных.
Эксперты считают, что, несмотря на тенденцию Путина представлять свою победу на выборах как поддержку войны на Украине, он также может решить уделить основное внимание своей президентской кампании внутренним вопросам, таким как экономика и образование. Политолог Марат Гельман высказывает мнение о том, что посланием кампании является то, что, несмотря на войну с Украиной, обстановка в стране стабильна, и Путин сохраняет свою решительность. Старший научный сотрудник Московского центра Карнеги Андрей Колесников отмечает, что выборы предоставляют Путину возможность легализовать своё решение по началу вторжения на Украину.